# Simulink
Simulink, utvecklad av MathWorks, är ett kommersiellt verktyg för modellering, simulering och analys av dynamiska system. Verktygets gränssnitt är grafisk återgivning över scheman för visuell modellering och möjliggör anpassningsbara programbibliotek. Simulink används inom reglerteknik och Digital signalbehandling för multisimulering och modellbaserad design (engelska: model-based design).